# Salix pilosomicrophylla
Salix pilosomicrophylla är en videväxtart som beskrevs av C. Wang och P.Y. Fu. Salix pilosomicrophylla ingår i släktet viden, och familjen videväxter. Inga underarter finns listade i Catalogue of Life.